# Sphoeroides annulatus
Sphoeroides annulatus är en fiskart som först beskrevs av Leonard Jenyns 1842.  Sphoeroides annulatus ingår i släktet Sphoeroides och familjen blåsfiskar. IUCN kategoriserar arten globalt som livskraftig. Inga underarter finns listade i Catalogue of Life.